# Monte Gorramendi
Monte Gorramendi är ett berg i Spanien.   Det ligger i provinsen Provincia de Navarra och regionen Navarra, i den nordöstra delen av landet, 400 km nordost om huvudstaden Madrid. Toppen på Monte Gorramendi är 1 063 meter över havet.
Terrängen runt Monte Gorramendi är huvudsakligen kuperad. Runt Monte Gorramendi är det glesbefolkat, med 18 invånare per kvadratkilometer. Närmaste större samhälle är Elizondo, 9,0 km sydväst om Monte Gorramendi. Omgivningarna runt Monte Gorramendi är en mosaik av jordbruksmark och naturlig växtlighet.